# Axel Rudi Pell
Axel Rudi Pell (* 27. června 1960 Bochum, Západní Německo) je německý kytarista, a zakládající člen stejnojmenné hudební skupiny.
Na hudební scénu vstoupil roku 1984 jako člen kapely Steeler. S ní nahrál 4 studiová alba. V roce 1989 z kapely odešel, což přispělo k jejímu rozpadu. I jako člen Steeler se roku 1985 stál účastníkem X-Mas Projectu.
V roce 1989 nahrál album Wild Obsession se svou novou kapelou, kterou pojmenoval po sobě. Kapela hraje bez přestávky s různými obměnami členů dodnes, v červnu roku 2024 bylo vydáno album s názvem Risen Symbol.

## Diskografie

### Se Steeler

#### Studiová alba
- 1984: Steeler
- 1985: Rulin' the Earth
- 1986: Strike Back
- 1988: Undercover Animal

### S Axel Rudi Pell

#### Studiová alba
- 1989: Wild Obsession
- 1991: Nasty Reputation
- 1992: Eternal Prisoner
- 1994: Between the Walls
- 1996: Black Moon Pyramid
- 1997: Magic
- 1998: Oceans of Time
- 2000: The Masquerade Ball
- 2002: Shadow Zone
- 2004: Kings and Queens
- 2006: Mystica
- 2007: Diamonds Unlocked (cover album)
- 2008: Tales of the Crown
- 2010: The Crest
- 2012: Circle of the Oath
- 2014: Into the Storm
- 2016: Game of Sins
- 2018: Knights Call
- 2020: Sign of the Times
- 2021: Diamonds Unlocked II (cover album)
- 2022: Lost XXIII
- 2024: Risen Symbol

#### Živá alba
- 1995: Made in Germany – Live
- 2002: Knights Live (Doppel-CD)
- 2013: Live on Fire (Doppel-CD)
- 2015: Magic Moments - 25th Anniversary Special Show
- 2019: XXX Anniversary Live

#### Kompilace
- 1993: The Ballads
- 1999: The Ballads II
- 2000: The Wizards Chosen Few (Doppel-CD)
- 2004: The Ballads III
- 2009: The Best of Axel Rudi Pell (Anniversary Edition)
- 2011: The Ballads IV
- 2017: The Ballads V
- 2023: The Ballads VI

#### DVD
- 2002: Knight Treasures (Live and More) (Doppel-DVD)
- 2008: Live over Europe (Doppel-DVD)
- 2010: One Night Live
- 2013: Live on Fire (Circle of the Oath Tour 2012) (Doppel-DVD)
- 2015: Magic Moments - 25th Anniversary Special Show